# 富士オート
富士オート株式会社（ふじオート）は、群馬県前橋市に本社を置く企業。関連会社としてスバル（旧社名：富士重工業）の自動車ディーラー（独立資本系）を経営する富士スバルや、輸入車ディーラーを経営するユーロブレッツア・富士ジーワイ商事、ドコモショップを経営する富士情報通信などを擁し、グループ全体で自動車・電機・通信機器・不動産の売買・賃貸などを手がける。

## 歴史

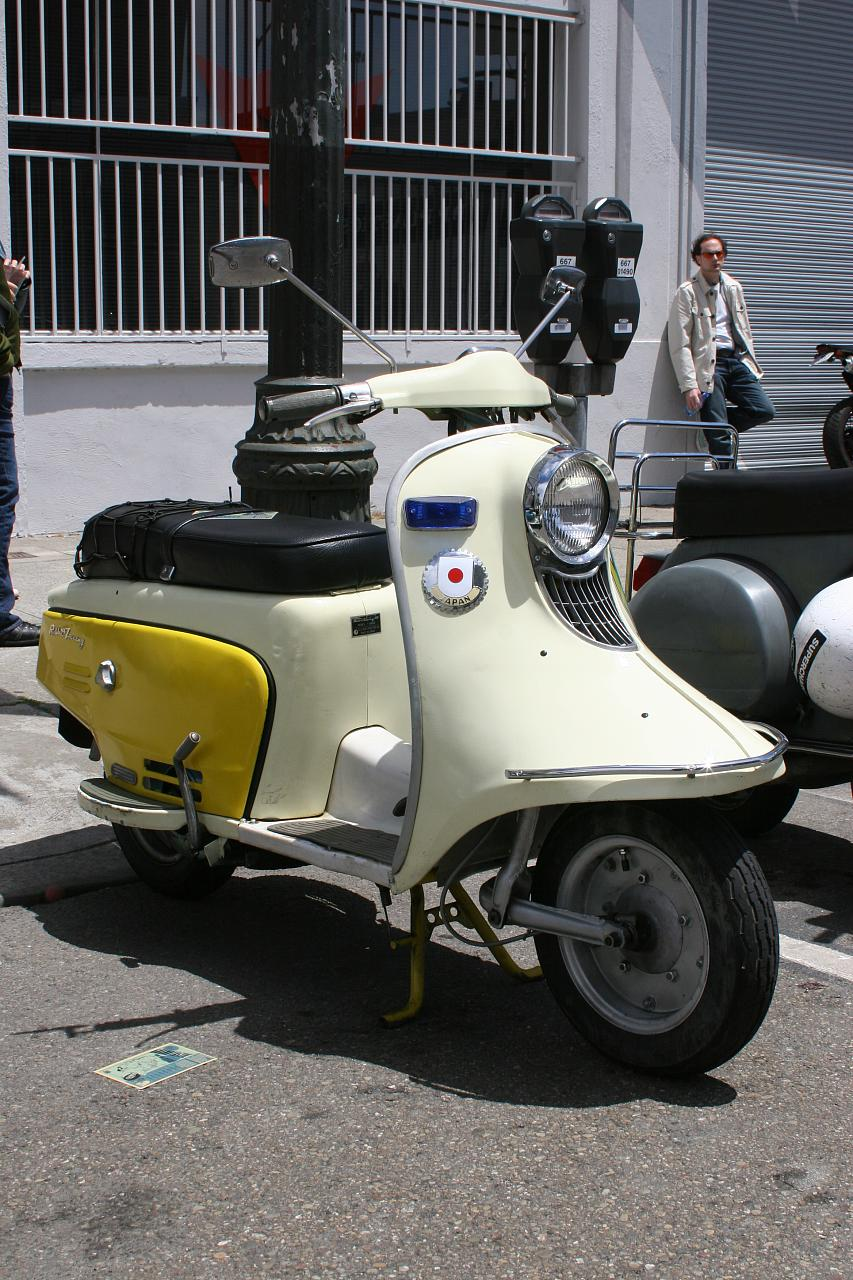
ラビットスクーター・ツーリング150

1947年（昭和22年）8月29日、群馬県前橋市に資本金19万5,000円で設立した群馬スクーター販売株式会社に始まる。1949年（昭和24年）4月には富士スクーター販売株式会社に変更。当初は二輪車（スクーター）のラビットスクーターを取り扱っていた。創業者は齋藤純雄・齋藤武二の兄弟で、ともに元・中島飛行機の社員であった。純雄の妹（武二の姉）・常子も経営に参加。数名ないし十数名の従業員とともに、戦後の混乱や販売不振といった苦境を乗り切ったという。
1959年（昭和34年）1月、本社社屋を新築。場所は前橋市の本町通りで、地上3階建てであった。スバル・360のヒットで業績を伸ばし、群馬県内各地に営業所を開設。従業員数も100名を超えた。
1962年（昭和37年）7月、社名を現在の富士オート株式会社に変更。創業から15年の節目にあたり、資本金を1,800万円とする。この頃、スバル・サンバーやごみ収集車（フジマイティー）、ラビットブランドの消防用ポンプが発売。昭和40年代以降はモータリゼーションが進み、スバル・1000の発売で業績をさらに伸ばし、資本金を4,800万円に増額。営業所・サービス拠点を増設し、1970年（昭和45年）には従業員数450名、年間販売台数1万台を突破した。その後のオイルショックでは軽自動車が販売を下支えし、省エネルギーが叫ばれた時代でも業績を維持した。
1981年（昭和56年）3月、前橋市本町に富士オートビルを新築。この新しい本社社屋は地上8階・地下1階建てである。同時に、本社社屋内の不動産賃貸を開始した。1987年（昭和62年）6月、富士レンタ・リース株式会社を設立。1993年（平成5年）4月、社内に情報通信事業部を設置し、同年11月にドコモショップ前橋店をオープン。2000年（平成12年）10月、情報通信部門を富士情報通信株式会社に、スバル部門を富士スバル株式会社に譲渡した。
スバル車のみならず、欧州車やアメリカ車といった輸入車も取り扱っている。1991年（平成3年）にボルボ車の取り扱いを開始、2003年（平成15年）6月には株式会社ユーロブレッツアを設立し、ボルボ（ボルボ・カーズ）のほかマセラティ・ポルシェ・フィアット・アルファロメオ・アバルトといったヨーロッパのメーカー車を取り扱う。またアメリカ合衆国のクライスラー車やジープ車についても富士ジーワイ商事株式会社にて取り扱っている。

## 関連会社

### 富士スバル株式会社
2000年10月に設立され、富士オートからスバル車の取り扱い業務を継承した。スバルの新車・中古車および自動車関連商品の販売・メンテナンスのほか、損害保険や生命保険の代理店としても営業している。
富士オート時代から群馬県内におけるスバル車ディーラーとして最大規模を有し、群馬県太田市に生産拠点を置く「群馬県産車」スバル車の販売を支えてきた。新車情報が流れやすく買い控えを誘発するという「お膝元」ならではの懸念もあるが、ワンプライス制の早期導入や、顧客に対し商品・サービスに関する詳細な説明を行うなどして信頼獲得に努め、顧客へのアンケートを基にした日本全国スバル車ディーラーに対する評価「CS大賞」で幾度となく大賞を獲得している。

#### 新車販売拠点
群馬県内に17店舗を展開する。
- 新前橋店
- 前橋50号店
- 前橋かわはら店
- 太田店
- 太田50号店
- 太田西店
- 大泉店
- 館林店
- 桐生店
- 高崎倉賀野店
- 高崎問屋町店
- 伊勢崎日乃出店
- 伊勢崎つなとり店
- 渋川店
- 沼田店
- 富岡店
- 藤岡店

#### ディーラー限定車
- スバル・WRX STI TC380
  - スバル・WRX STIをベースに富士スバルがカスタマイズし、2018年11月3日から受注を開始。50台限定で販売[12][13]。

#### 中古車販売拠点
群馬県内に6店舗を展開する。
- カースポット前橋・吉岡
- カースポット高崎
- カースポット太田
- G-PARK伊勢崎
- カースポット桐生
- カースポット沼田

### 富士レンタ・リース株式会社
自動車のほか、機械・電機・事務用品などのレンタル・リース・販売・買い取りなどを手がける。事業所として、前橋市の本社のほか、太田営業所・伊勢崎サービスセンターを置く。

### 株式会社ユーロブレッツア
2003年6月1日、スバル部門（富士スバル）のボルボ・ポルシェ部門を分離して設立。群馬県内に下記の欧州車ディーラーを展開するほか、前橋市下小出町のイタリア料理店「バー＆グリル チェント」 (Bar & Grill Cento) の経営、ファイナンシャル・プランニングなどを手がける。設立当初の出資比率は富士スバルが100パーセントであった（現在は50パーセント）。
- VOLVO CARS 前橋
- VOLVO CARS 太田・足利
- Porsche Center 高崎・前橋
- MASERATI 群馬
- FIAT 高前
- Alfa Romeo 高前
- Abarth 高前

### 富士情報通信株式会社
2000年10月に設立され、富士オートから情報通信部門を継承した。群馬県内にあるドコモショップのうち、6店舗を営業する。事業の多角化の一環として始めた事業であるが、急速な携帯電話の普及は、当時の経営層も予測し得なかったほどの業績拡大を果たす結果になった。
- 前橋店
- 新前橋店
- 高崎東店
- 太田店
- 太田中央店
- イオンモール太田店

### 富士ジーワイ商事株式会社
1997年（平成9年）7月7日、富士クライスラー株式会社 (Fuji Chrysler co.,LTD) 設立。その後、2000年4月7日に富士ジーワイ商事株式会社が設立された。この2社の業務は現在、富士ジーワイ商事株式会社に統合されている。
事業所として、前橋市本町の本社のほか、前橋市泉沢町に泉沢店を置く。日本グッドイヤー（グッドイヤー・住友ゴム工業も参照）の特約店でもある（1992年（平成4年）に富士オートがグッドイヤー・タイヤの群馬県総代理店に就いた経緯がある）。
アメリカ車のクライスラー・ジープの正規ディーラーとして、群馬県前橋市元総社町・埼玉県熊谷市広瀬に1店舗ずつ展開する（下記）。かつてはダッジ車も取り扱っていた。
- クライスラー前橋・ジープ前橋
- クライスラー熊谷・ジープ熊谷

### 株式会社シャープドキュメント富士
2004年（平成16年）7月15日設立。日本の電機メーカー・シャープ製カラー複合機、サプライ用品の販売などを手がける。事業所として、前橋市本町の本社のほか、前橋市表町にビジネスソリューション事業部前橋を、太田市にビジネスソリューション事業部太田を、高崎市にビジネスソリューション事業部高崎を置く。

## 広報
1977年（昭和52年）4月より、群馬県のローカル局・群馬テレビにてテレビ番組を放送している。当初は『レッツゴー・カーバザール』という番組名であったが、2008年（平成20年）に『レッツゴー・カースポット』へと改称した（以前は中古車販売店をバザール店と呼んでいた）。富士スバルは2014年（平成26年）6月12日、インターネット上の動画共有サービス・YouTubeに公式チャンネルを開設し、レッツゴー・カースポットなどの動画を配信している。

## 関連人物
齋藤純雄
1913年（大正2年）生まれ。現在の前橋市本町で美術品や骨董品を販売していた家庭で育つ。旧制前橋工業を卒業後、群馬県庁職員を経て、中島飛行機製作所に転職。戦後、弟の武二とともに富士オートの前身、群馬スクーター販売を設立した。後に会長職に就く。
齋藤武二
1918年（大正7年）生まれ。兄の純雄と同じく旧制前橋工業を卒業後、中島飛行機製作所設計部の技術者となる。後に社長職に就く。
齋藤常子
1916年（大正5年）生まれ。戦争で夫を失う。戦後、兄弟が設立した会社の経営に参加、監査役に就く。女性ならではの視点から会社をサポートし、社内の和に貢献。
齋藤熙
1933年（昭和8年）10月、前橋市に生まれる。群馬県立前橋高等学校を卒業後、1952年（昭和27年）に当時の富士スクーター販売に入社。営業職を経て1993年（平成5年）に社長就任。妻は創業者・齋藤純雄の長女・緑。2016年（平成28年）4月9日死去。
小暮雅幸
現在の代表取締役。1948年（昭和23年）生まれ。慶應義塾大学卒。入社後、管理・経理を担当してきた。

## 関連文献
- 富士オート株式会社社史編纂室編『富士オート株式会社社史五十年史』富士オート、1997年5月[23]。
- 斎藤煕「インタビュー 顧客満足 (CS) を中心に据え、全社一丸で取り組む「総合営業」―富士スバル（株）代表取締役社長 斎藤煕」『自動車販売』第49巻第2号、日本自動車販売協会連合会、2011年2月、22 - 25頁、NAID 40018705561。